# Ошель (Словенська Бистриця)
Ошель (словен. Ošelj) — поселення в общині Словенська Бистриця, Подравський регіон‎, Словенія.